# San Acisclo (Antonio Palomino)
San Acisclo es una pintura del artista español Antonio Palomino. El lienzo muestra al santo mártir Acisclo vestido con indumentaria romana, sosteniendo en su mano derecha una espada y en la mano izquierda una palma.

## Historia y descripción
El origen de esta pintura se sitúa en el año 1712, cuando el pintor recibió el encargo de crear dos lienzos para el retablo de la capilla mayor de la Mezquita-Catedral de Córdoba, representando a los santos patronos de la ciudad San Acisclo y Santa Victoria. Esta pintura sería uno de los bocetos realizados por el artista para la realización del lienzo definitivo que representa a San Acisclo, situado en el lado izquierdo de la calle central del retablo.
A principios del siglo XX, este boceto estaba en posesión de los Marqueses del Mérito, a quienes Enrique Romero de Torres intentó comprarlo durante su etapa de director del Museo de Bellas Artes de Córdoba. En 2007 fue adquirido por la Junta de Andalucía para su exposición en el Museo de Bellas Artes de Córdoba, donde se conserva actualmente.